# 퀴어 이론
퀴어 이론은 퀴어학의 성과 젠더에 관한 반본질주의적 이론이다. 이에 의하면 사람의 성적 정체성과 젠더 정체성은 사회적으로 구성됐으며 하나의 개인이 "동성애자", "이성애자", "남성" 또는 "여성"등의 넓은 표현을 이용하여 설명할 수 없다는 주장을 한다. 퀴어 이론은 사람을 하나의 분류에 넣어 구분 하는 관례를 문제시한다.
특히 퀴어 이론은 특정 관습이나 삶의 방식에 기반하여 사회적으로 정의된 분류를 일방적으로 적용하는 실천을 문제시한다. 이에 대응하여 퀴어 이론가들은 모든 현존하는 분류와 무리들을 복잡하게 만드는 것을 제시한다.
또한 퀴어 이론은 모든 인문학적 작품의 "퀴어적" 면모를 분석한다. 이들 작품은 꼭 성적이어야 할 필요는 없다. 이러한 관점에서 "퀴어"는 "이상한" 또는 "다른"이라는 의미를 띠게 되는데, 해당 작품이 자신의 분류 또는 장르의 일반적 규범에 맞지 않으면서도 동시에 그 장로 또는 분류의 일부로 되어 있는 경우를 말한다.

## 역사
퀴어 이론에 영향력을 끼친 이론가들은 Gloria Anzaldua, Audre Lorde, Monique Wittig, Jonathan D. Katz, Ester Newton, Andy Warhol, Roland Barthes, Jacques Lacan, Louis Althusser, 그리고 Jacques Derrida이며, 퀴어 이론의 발달에 큰 목소리를 낸 이들은 Gayle Rubin, Kaja Silverman, D.A. Miller, Sue-Ellen Case, Douglas Crimp, Lauren Berlant, John D'Emilio, Lee Edelman, Michel Foucault, Joan Scott, Simon Watney, Judith Butler, Eve Kosofsky Sedgwick, Jonathan Dollimore, Leo Bersani, David Halperin, Michael Moon, Michael Warner, Shari Thurer 등을 포함한다. 이 중 주디스 버틀러(Judith Butler)는 퀴어 이론 초기에서 주요한 인물이다. 1990년 그의 《젠더 트러블(조현준 역, 문학동네) 저서를 통하여 이론의 핵심 개념들을 소개·분석하였다. 
"퀴어 이론"이라는 표현이 처음 사용된 것은 Sue-Ellen Case를 통하여서이다. 1991년 "뱀파이어를 따르며" 에세이에서 Case는 레즈비언 이론과 남성 게이 이론에서 특정지어지는 성적 구분을 탈출할 수 있는 가능성으로 퀴어 이론을 제시하였다.

## 같이 보기
- 퀴어학
- 퀴어 신학